# Punk Goes X
Punk Goes X es el undécimo álbum recopilatorio de la serie Punk Goes... por Fearless Records. Fue lanzado el 25 de enero de 2011. Las versiones del álbum salieron en Winter X Games en 2011.
Todas las canciones aparecen en Punk Goes Classic Rock y Punk Goes Pop 3, con la excepción de 2 canciones de The Word Alive y Sparks the Rescue, que fueron grabadas para esta entrega.

## Lista de canciones
| #   | Título                  | Performer                                                   | Original Performer(s)                                | Long. |
| --- | ----------------------- | ----------------------------------------------------------- | ---------------------------------------------------- | ----- |
| 1.  | "Over the Mountain"     | The Word Alive                                              | Ozzy Osbourne                                        | 4:21  |
| 2.  | "Mountain Song"         | Sparks the Rescue                                           | Jane's Addiction                                     | 4:12  |
| 3.  | "Down"                  | Breathe Carolina                                            | Jay Sean featuring Lil Wayne                         | 3:43  |
| 4.  | "Pour Some Sugar on Me" | The Maine                                                   | Def Leppard                                          | 3:59  |
| 5.  | "Paper Planes"          | This Century                                                | M.I.A.                                               | 3:23  |
| 6.  | "More Than a Feeling"   | Hit the Lights                                              | Boston                                               | 2:43  |
| 7.  | "Run This Town"         | Miss May I                                                  | Jay-Z featuring Rihanna and Kanye West               | 3:49  |
| 8.  | "Caught Up in You"      | We the Kings                                                | .38 Special                                          | 4:04  |
| 9.  | "Heartless"             | The Word Alive                                              | Kanye West                                           | 4:00  |
| 10. | "Take Me Home Tonight"  | Every Avenue featuring Juliet Simms of Automatic Loveletter | Eddie Money featuring Ronnie Spector of The Ronettes | 3:35  |
| 11. | "Hot N Cold"            | Woe, Is Me                                                  | Katy Perry                                           | 3:07  |

- Datos: Q4047645